# Michail Ivanovič Bukin
Michail Ivanovič Bukin (rusky Михаи́л Ива́нович Бу́кин, *  1. záříjul./ 13. září 1897greg., Orel, Ruské impérium, popraven v dubnu roku 1958, Orel, SSSR) byl válečný zločinec, náčelník pátracího oddělení orelské policie fungující pod záštitou německých úřadů přezdívané "ruské gestapo" v letech 1942 – 1943.  

## Mládí a život v meziválečném SSSR
Narodil se ve městě Orel jako syn zámožného kupce 1. gildy. Jeho matka také pocházela z kupecké rodiny. Absolvoval Orelskou obchodní školu a poté nastoupil na Kyjevský obchodní institut. 
Po obsazení Kyjeva německou císařskou armádou v roce 1918 se vrátil do města Orel. Vstup bílých vojsk do města dne 13. října 1919 jeho rodina uvítala podle svědků chlebem a solí. V armádě nikdy nesloužil. 
Jako třídně cizímu živlu mu byl odepřen přístup k lepšímu zaměstnání a stal se tzv. byvším člověkem. V letech 1920 až 1941 změnil šestkrát zaměstnání. Pracoval jako pomocný účetní, pokladní na plný úvazek, skladník a vedoucí zásobování výrobním materiálem.
V roce 1932 byl zatčen OGPU pro podezření z přechovávání zlaté měny. Jednalo se o trestný čin podle §59-3 trestního zákoníku RSFSR, který zakazoval skrývání zlata, platiny, stříbra v měně, slitcích nebo surovém stavu. Jako byvší člověk byl v podezření automaticky, protože sovětská policie předpokládala, že ukryl majetek vzniklý vykořisťováním. Po třech měsících vězení byl propuštěn údajně po zaplacení úplatku.
V dubnu 1941 byl zatčen opět, ale tentokrát byl odsouzen orelským lidovým soudem ke dvěma letům vězení za neoprávněný nákup pro pekárenský závod. Případ souvisel s porušením hospodářského přídělového systému, který v té době v SSSR platil. Po rozsudku byl převezen k výkonu trestu do věznice ve městě Homel.

## Válečná léta

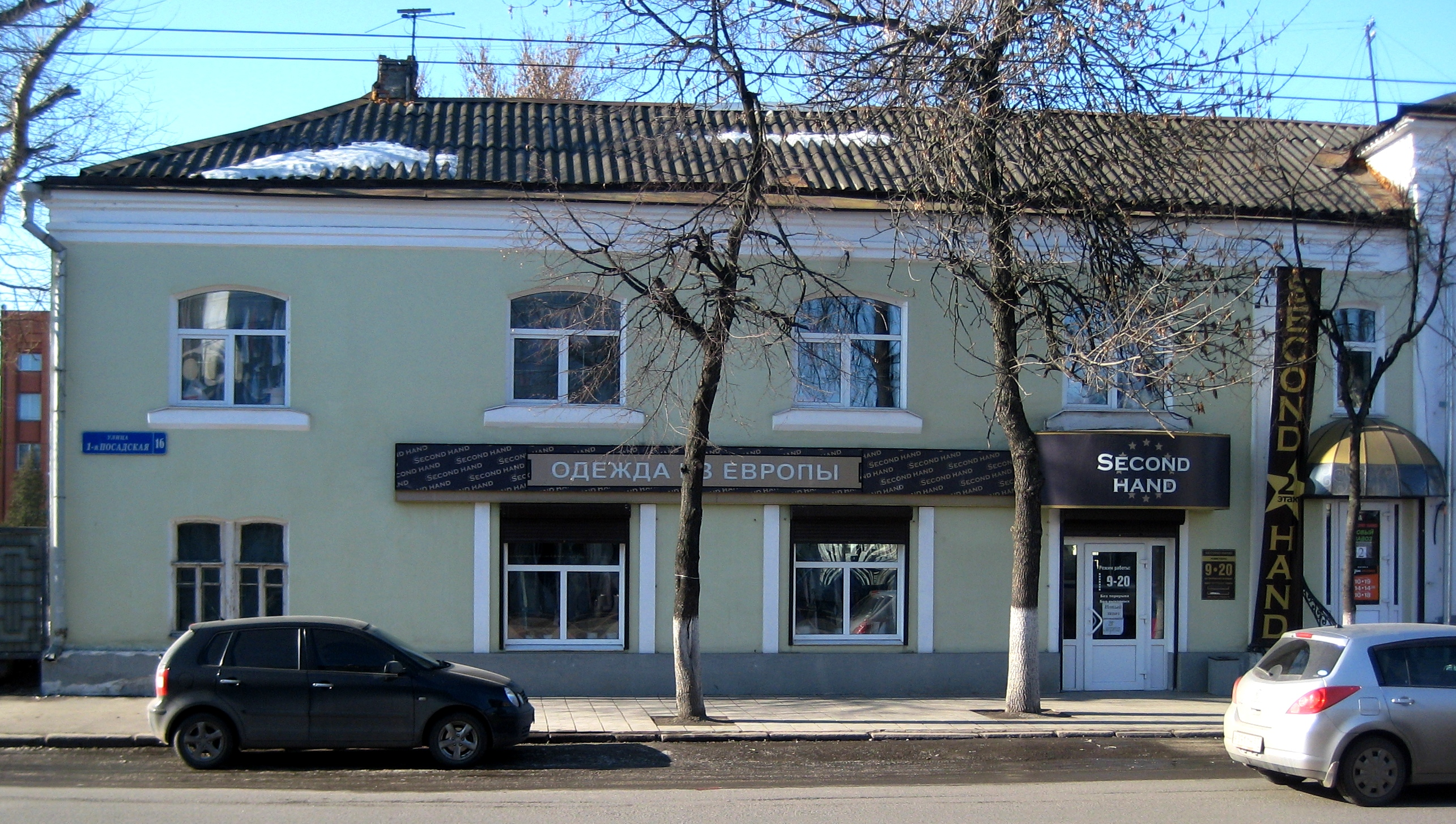
Dům na ulici Posadskaja číslo 16, Orel, Rusko, kde Bukin žil.

### Osvobození německou armádou
Po napadení SSSR si Bukin odpykával trest ve vězení. Při evakuaci vězeňského personálu v létě 1941 před postupující německou armádou byli vězni ponecháni napospas svému osudu. Podle Bukinových vzpomínek byl tábor napaden německými letadly. Po útoku se dozorci rozprchli a podařil se mu útěk. Němci ho zadrželi ve městě Karačev a později obdržel dokumenty, tzv. Ausweis. Vystřídal několik míst pobytu a po dobytí Orla Němci dne 3. října 1941 dostal možnost vrátit se do rodného města, kam dorazil 28. října 1941. Zde se shledal se svou manželkou Anastázií.
Město Orel byl důležitý železniční uzel a byl místem, kde bylo soustředěno německé velení. Proto průnik do německých struktur byl logickým cílem sovětských tajných služeb. Němci se jejich náporu pokoušeli čelit bezpečnostními opatřeními a spoluprací s místními lidmi na odhalování sovětských agentů. Jedním z takových lidí se stal i Bukin.

### Práce u policie
Jejich sousedka pracovala jako překladatelka pro SD ve městě Orel. Ta Bukina seznámila s německými důstojníky SD, kteří mu nabídli práci u policie. Začal jako řadový policista. Podle svědků bral úplatky, aby kryl nelegální výrobu alkoholu (samohonka). Ve službě se osvědčil, a tak se dne 14. ledna 1942 stal policistou v oddělení osobních dokumentů. Dne 15. dubna 1942 se ujal funkce velitele pátrací skupiny policie. Cílem bylo najímat agenty, identifikovat členy sovětského odboje a proniknout mezi sovětské agenty.
V květnu 1942 byla skupina reorganizována na oddělení a přešla pod přímé řízení bezpečnostní policie spolu s SD. Součástí služebny, kde jeho oddělení působilo, byla také vyšetřovací vazba. Vězni zde byli drženi v nehygienických podmínkách ve stísněných celách zamořených štěnicemi a vešmi. Největší cela o 16 metrech čtverečních byla určena pro 30 lidí. Cílem činnosti jeho oddělení bylo nalezení a identifikace osob nepřátelských nové vládě (komunistů, členů Komsomolu, odbojářů nebo partyzánů), ale i Židů. Dále shromažďování informací o náladách obyvatelstva a ověřování spolehlivosti osob vstupujících do služeb německých úřadů. Zatýkání podezřelých osob bylo prováděno společně s Němci. Schvalování seznamu nespolehlivých lidí bylo prováděno komisí v čele s Bukinem, dále jeho zástupcem a několika řadovými policisty. Po schválení byly seznamy předány německé bezpečnostní službě. Bukin si údajně takto vyřizoval účty se svými nepřáteli.
Bukin se osobně účastnil získávání informací ze zatčených osob. Pro jejich získávání používal nevybíravé metody, zejména bití bičem, gumovou hadicí nebo opaskem. Velmi časté byly výhrůžky zabití členů rodiny zatčeného nebo vytváření nátlaku falešnými svědky, kteří před zatčeným vypovídali o nelegálních aktivitách. Bukin osobně dohlížel na zatýkání, prohlídky a policejní provokace prováděné jeho lidmi. Jako velitel policejního oddělení měl dva osobní strážce, osobní švadlenu a několik věznů jako sloužící. 

### Odhalení sovětského spiknutí v policii
Ve druhé polovině roku 1942 za přímé účasti Bukina odhalili agenti jeho oddělení podzemní prosovětskou skupinu operující v rámci orelské policie. V srpnu a září 1942 byli zatčeni náčelník policie města Orel V. I. Golovko a další policisté v oddělení osobních dokladů. Při výsleších se odhalilo, že policista Nikolaj Borisovič Čeljuskin, 14. února 1966 posmrtně vyznamenán za svou odvahu, pracující v oddělení osobních dokladů, je sovětský agent. Bukinovi se nepodařilo získat od něj žádné další informace, a proto ho nechal popravit. Další podezřelí byli ubiti u výslechů. Součástí spiknutí byl také orelský Němec Pavel Kunze, který díky své národnosti požíval zvláštní důvěry.

### Odvrácení atentátu v divadle
Na 3. říjen 1942 byla plánována slavnostní akce na výročí "osvobození" města Orel německou armádou. Akce se měla konat v budově divadla za účasti vysokých představitelů německých okupačních úřadů, po které byl plánován slavnostní banket. Účastnit se měli také představitelé městské samosprávy i zástupci německého velení. Sovětský odboj v čele s Vladimírem Jefimovičem Sečkinem (rusky Владимир Ефимович Сечкин) měl plán na uskutečnění bombového atentátu na slavnosti. Bukinovu policejnímu oddělení se podařilo zabránit přípravě atentátu a dva dny před jeho uskutečněním zatkli celou skupinu čítající 26 lidí. Všichni zatčení byli zastřeleni včetně Valji Zemské, dvouleté dcery členky skupiny. Rozbití odbojové skupiny se zdařilo díky práci tajného agenta v jejím středu. Jeho identita byla později marně zjišťována sovětskými orgány.

### Poslední měsíce v Orlu
Dne 1. dubna 1943 byl Bukin a jeho zástupce Kovrigin na shromáždění pracovníků policie slavnostně vyznamenán bronzovou německou Medailí východních národů. Německé velení vyjádřilo dík za jejich skvělou práci a Němci vydávané noviny Reč (rusky Речь, Řeč, beseda) o tom přinesly zprávu na titulní straně i s jeho fotografií.
V květnu 1943 byl Bukin odsouzen k pokutě 200 říšských marek (zhruba měsíční plat) za incident, když udeřil zaměstnance samosprávy provádějící práce na renovaci policejních budov, protože podle jeho názoru neprováděl práci dost pečlivě. 
Pod vedením Bukina v červnu 1943 pracovalo asi 500 policistů, kterým se podařilo naverbovat 150 tajných agentů. Jejich nábor byl hlavním úkolem oddělení. Schůzky s potenciálními agenty probíhaly v jejich bytech, méně často v samotném detektivním oddělení, kam přicházeli pod rouškou návštěvníků. Bukin před svými podřízenými pečlivě tajil jména svých nejdůležitějších tajných agentů. Měl také své agenty v městské samosprávě, kteří sledovali starostu města Starova.
V červenci 1943 po odražení německé ofenzívy v bitvě u Kurska se sovětské velení rozhodlo zahájit operaci Kutuzov, která vytvořila bezprostřední hrozbu dobytí Orla jednotkami Rudé armády. Spolupracovníci německé správy se chystali opustit město včetně Bukina. Podle jeho pozdější výpovědi myslel pouze na to, aby se včas dostal z Orla. Dne 24. července 1943 odjel ve vlaku směrem na Brjansk. Podle svědectví třetinu nákladního vozu určeného k evakuaci spolupracovníků zabrala Bukinova zavazadla, která obsahovala zabavené cenné věci zatčených osob. Dne 28. srpna 1943 byl Bukin odvelen do Kaunasu pod přímé velení SD.

### Asistentem velitele koncentračního tábora
Velitel trestaneckého tábora Otto Anderson si ho vyžádal na místo svého asistenta. Tento původně litevský nápravně pracovní tábor (název litevsky Pravieniškių pataisos namai-atviroji kolonija) vznikl v meziválečném období pro umístění administrativně odsouzených osob. Za německé okupace sloužil k věznění odpůrců německého nového pořádku, válečných zajatců a Židů. Bukin byl povýšen na poddůstojníka SD a oblékl si stejnokroj. V létě 1944 po ofenzívě Rudé armády byl opět evakuován do města Gdyně, kde našel práci v továrně na lakování dílů pro německé ponorky. Po přiblížení fronty v roce 1945 Bukin zničil veškeré své dokumenty a po dohodě s Němci byl naoko umístěn do koncentračního tábora, kde měl proniknout jako německý agent do sítě odbojářů. Zde ho v dubnu 1945 s ostatními vězni osvobodila Rudá armáda. S transportem osvobozených vězňů se statutem německého vězně se vrátil do SSSR.

## Po válce
Po útěku z okupovaného Orla v srpnu 1943 zmizel Bukin na 14 let z dohledu NKVD (pozdější KGB). Aby se po válce vyhnul odhalení, vytvořil si životopisnou legendu. Podle ní se narodil v roce 1891 v Caricynu (nynější Volgograd), kde pracoval jako příručí. Podle jeho krycího životopisu byl v letech 1939 – 1941 nemocný malárií a za války pracoval jako sanitář v nemocnici ve městě Kizljar. Své jméno, otčestvo a příjmení si nezměnil v domnění, že ho vyšetřovatelé budou hledat pod jiným jménem.
V roce 1945 se usadil ve městě Dněpropetrovsk (nynější Dnipro). Dne 27. července 1950 byly Bukinovi vydány sovětské doklady. Krátce před svým zatčením dostal bývalý pracovník policie práci jako hlídač v dněpropetrovském trustu Gorkommunžilstroj (rusky Горкоммунжилстрой). Jeho manželka zemřela počátkem padesátých let. 
Sovětské bezpečnostní složky po něm pátraly, ale mnohokrát neúspěšně. V roce 1947 obdržely informaci, že Bukin byl spatřen poblíž města Homel, ale to se ukázalo být omylem. Po dalším pátrání narazily na jeho stopu v Dněpropetrovsku. Bylo provedeno grafické zkoumání jeho rukopisu, které potvrdilo skutečnost, že bývalý vedoucí detektivního oddělení Bukin a jeho úplný jmenovec občan Dněpropetrovska, byla jedna a tatáž osoba. Dne 15. dubna 1957 nařídil prokurátor orelské oblasti Timofjejev jeho zatčení. Bukin byl zatčen 17. dubna 1957. Podle policistů pronesl slova, že už na ně dlouho čekal. Po jeho zatčení byla u něj provedena domovní prohlídka, při které byly zabaveny dvě účetní knihy, kapesní hodinky německé značky Thiel, čtyři kopie Bukinovy autobiografie, státní dluhopisy, 24 fotografií a dopisy.  
Pro sousedy bylo jeho zatčení velké překvapení. Bukina charakterizovali jako nemluvného a tichého muže žijícího o samotě, který ochotně hlídal děti sousedů v nepřítomnosti rodičů. Byl jimi vnímán jako skromný a laskavý muž. Se svou ženou neměl vlastní děti a podle jejich sousedů žil skromně a nenápadně.

## Soud
Byl převezen do orelské věznice, kde čekal na soud. KGB sbírala svědectví přeživších příslušníků odboje, občanů Orla a bývalých příslušníků policie. Díky tomu bylo nashromážděno dostatečné množství důkazů proti Bukinovi. Bukin při výsleších popíral účast na zločinech a popravách příslušníků odboje. Svou vinu přiznal až po konfrontaci s bývalými vězni svého oddělení.
Dne 12. listopadu 1957 mu byla postoupena kopie trestního spisu a obžaloba. Poté 20. listopadu 1957 byl zahájen soudní proces. Probíhal 6 dní v aule obchodní školy. V sále soudu bylo přítomno asi 600 lidí. Protože se do soudní síně nemohli vejít všichni, kdo se chtěli soudního líčení zúčastnit, byla všechna soudní jednání přenášena na nádvoří školy, kde byly instalovány výkonné reproduktory. Jednání bylo také přenášeno přes amplióny po celém městě. Před soudem vypovídalo 78 svědků z různých měst SSSR. Dne 26. listopadu 1957 byl vynesen rozsudek, kterým byl trest smrti. Publikum přítomné v sále ho přivítalo potleskem. Bukin pouze žádal soud, aby mu nebral život.
Dne 2. prosince 1957 obdržel kopii rozsudku. Před popravou byl držen v cele smrti, ze které žádal o milost. Poslední žádost byla dne 2. dubna 1958 zamítnuta a trest byl vykonán. Není známo přesné datum, ale údajně byl zastřelen několik dní po zamítnutí milosti.
Archivní materiály k jeho případu jsou stále tajné a měly by být zveřejněny 75 let od data rozsudku, což je v roce 2032. Jeho fotografie je umístěna ve výstavní síni Vojenského historického muzea v Orlu. Je zasazena na černém pozadí a odtud také jeho přezdívka Černý muž. Všechny ostatní fotografie zabavené při prohlídce bytu manželů v Dněpropetrovsku jsou uloženy v archivu ředitelství nynější FSB pro Orelskou obast.